# Усть-Хопёрское сельское поселение
Усть-Хопёрское се́льское посе́ление — муниципальное образование в составе Серафимовичского района Волгоградской области.
Административный центр — станица Усть-Хопёрская.

## История
Усть-Хопёрское сельское поселение образовано 24 декабря 2004 года в соответствии с Законом Волгоградской области № 979-ОД.

## Население
| 2010  | 2012  | 2013  | 2014  | 2015  | 2016  | 2017  |
| ----- | ----- | ----- | ----- | ----- | ----- | ----- |
| 1447  | ↘1429 | ↘1424 | ↘1408 | ↗1414 | ↘1390 | ↘1379 |
| 2018  | 2019  | 2020  | 2021  |       |       |       |
| ↘1364 | ↘1328 | ↘1311 | ↘1302 |       |       |       |

## Состав сельского поселения
| № | Населённый пункт | Тип населённого пункта          | Население |
| - | ---------------- | ------------------------------- | --------- |
| 1 | Бобровский 1-й   | хутор                           | 190       |
| 2 | Зимовной         | хутор                           | 80        |
| 3 | Избушенский      | хутор                           | 14        |
| 4 | Рыбный           | хутор                           | 203       |
| 5 | Усть-Хопёрская   | станица, административный центр | 960       |